# الكسندر الومونا
الكسندر الومونا (بالروسية: Александр Сильвестрович Алумона)‏ (18 ديسمبر 1983 بموسكو في روسيا - ) هو لاعب كرة قدم روسي في مركز الهجوم. لعب مع باتي بوريسوف ودوناكانيار-فاك وشاختيور سوليجورسك ونادي بلشينا بوبرويسك ونادي توبول ونادي غوميل ونادي فيديوتون ونادي نافتان نوفوبولوتسك ونيمان غرودنو وFC Isloch Minsk Raion ‏ ودينامو بريانسك ونادي تامبوف ‏ وFC Zvezda Serpukhov ‏ وFC Kaisar ‏.

## روابط خارجية
- الكسندر الومونا على موقع قاعدة بيانات كرة القدم.إي يو (الإنجليزية)
- الكسندر الومونا على موقع Soccerway.com (الإنجليزية)